# 异黄樟素
異黃樟素是一種使用於香料工業，作香料用途的有機化合物。在分結構上，異黃樟素與苯丙烯相似。它的香味令人聯想起八角或甘草。異黃樟素在各種精油少量存在，但最常用的是取得方法是在黃樟油取得黃樟素，然後對其進行異構化反應。異黃樟素有兩個順反異構體，順式異黃樟素和反式異黃樟素。